# Prichard (Virginie-Occidentale)
Prichard est une census-designated place située dans le comté de Wayne, dans l’État de Virginie-Occidentale, aux États-Unis. Lors du recensement de 2020, elle comptait 461 habitants.